# Głaz Edmunda
Głaz Edmunda – głaz narzutowy o obwodzie 800 cm i wysokości 1,3 m., znajdujący się na terenie rezerwatu przyrody Grabicz.
Nazwę głaz zawdzięcza leśnikowi Edmundowi Nurkiewiczowi, który znalazł go w 1951 roku podczas zalesiania okolic Wołomina (około 60 m na południe od obecnego ujęcia wody dla miasta). Stamtąd głaz został przetransportowany w pobliże leśniczówki w Kobyłce . Głaz jest pomnikiem przyrody, amfibolitem .